# Pingyang
För andra betydelser, se Pingyang (olika betydelser).
Pingyang är ett härad som lyder under Wenzhous stad på prefekturnivå i Zhejiang-provinsen i östra Kina. Befolkningen uppgick till 740 448 invånare vid folkräkningen år 2000. Den administrativa huvudorten är Kunyang, 101 832 invånare år 2000, medan den största orten är Aojiang med 148 862 invånare (2000).
Andra stora orter i häradet är (med invånare 2000) Shuitou (85 734) och Xiaojiang (50 633). Pingyang var år 2000 indelat i sjutton köpingar (zhèn) och fjorton socknar (xiāng).
Nanjiöarna i Östkinesiska havet tillhör häradet. Ögruppen är uppsatt av Unesco som ett biosfärområde, med speciell skyddsstatus.